# Жуковское сельское поселение (Татарстан)
Жуковское се́льское поселе́ние — муниципальное образование в Тетюшском районе Татарстана Российской Федерации.
Административный центр — деревня Жуково.

## История
Статус и границы сельского поселения установлены Законом Республики Татарстан от 31 января 2005 года № 41-ЗРТ «Об установлении границ территорий и статусе муниципального образования "Тетюшский муниципальный район" и муниципальных образований в его составе».

## Население
| 2010 | 2011 | 2012 | 2013 | 2014 | 2015 | 2016 |
| ---- | ---- | ---- | ---- | ---- | ---- | ---- |
| 643  | ↘637 | ↘621 | ↘609 | ↘598 | ↘585 | ↘578 |
| 2017 | 2018 |      |      |      |      |      |
| ↘565 | ↘546 |      |      |      |      |      |

## Состав сельского поселения
| № | Населённый пункт | Тип населённого пункта          | Население |
| - | ---------------- | ------------------------------- | --------- |
| 1 | Берлек           | деревня                         |           |
| 2 | Жуково           | деревня, административный центр |           |
| 3 | Иоково           | село                            |           |
| 4 | Красные Тарханы  | село                            |           |
| 5 | Новое Сумароково | деревня                         |           |